# Matthew Slivinski
Matthew August Slivinski (* 1. Juli 1999 in Willow Springs) ist ein US-amerikanischer Volleyballspieler.

## Karriere
Slivinski begann seine Karriere an der Lyons Township High School. Von 2018 bis 2022 studierte er am Carthage College und spielte in der Universitätsmannschaft. Nach dem Studium war der Außenangreifer 2022/23 beim estnischen Verein Barrus Vöru VK aktiv.
Zur Saison 2023/24 wurde Slivinski vom deutschen Bundesligisten SVG Lüneburg verpflichtet. Mit dem Verein kam er im DVV-Pokal 2023/24 ins Halbfinale. International spielte Lüneburg zunächst in der Champions League und erreichte dann das CEV-Pokalfinale. In der Bundesliga kam die SVG als Tabellenvierter in die Playoffs. Anschließend wechselte Slivinski zum Ligakonkurrenten ASV Dachau.